# Älgagölen
Älgagölen är en sjö i Vaggeryds kommun i Småland och ingår i Motala ströms huvudavrinningsområde. Sjön är 3,8 meter djup, har en yta på 0,0562 kvadratkilometer och befinner sig 233 meter över havet.

## Delavrinningsområde
Älgagölen ingår i det delavrinningsområde (638935-139587) som SMHI kallar för Utloppet av Vederydssjön. Medelhöjden är 244 meter över havet och ytan är 12,42 kvadratkilometer. Det finns ett delavrinningsområde uppströms, och räknas det in blir den ackumulerade arean 41,88 kvadratkilometer. Tabergsån som avvattnar avrinningsområdet har biflödesordning 2, vilket innebär att vattnet flödar genom totalt 2 vattendrag innan det når havet efter 235 kilometer. Delavrinningsområdet består mestadels av skog (74 %). Avrinningsområdet har 1,15 kvadratkilometer vattenytor vilket ger det en sjöprocent på 9,2 %.